# Morris Motor Company
Die Morris Motor Company war ein britischer Hersteller von Kraftfahrzeugen.

## Geschichte

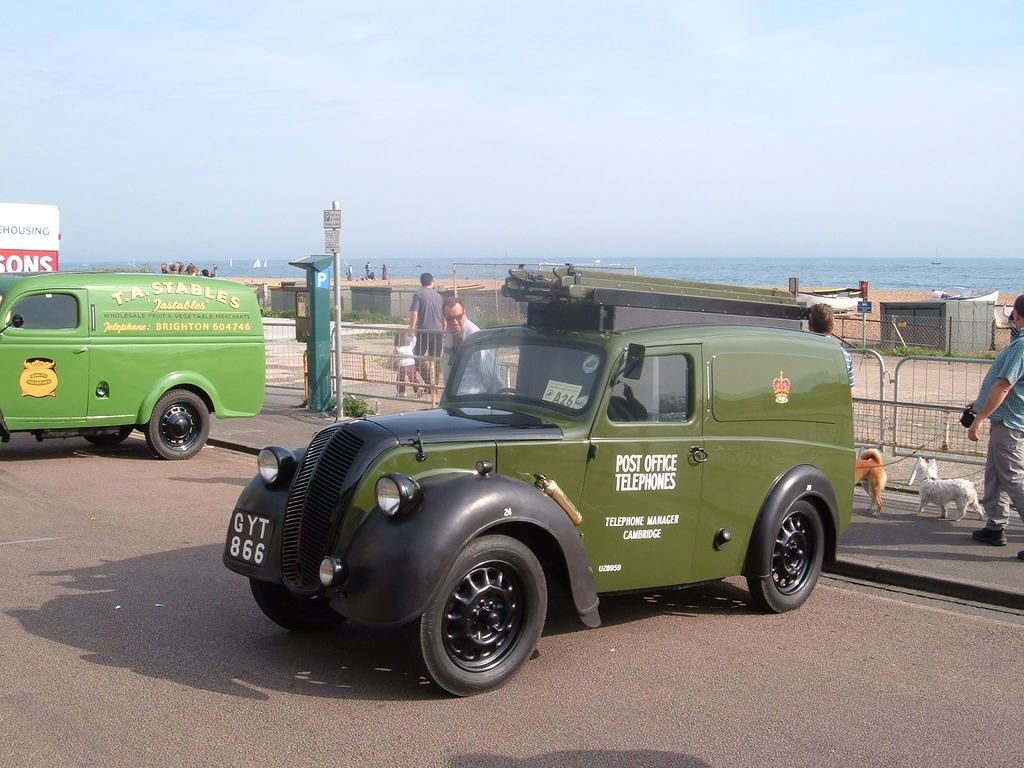
Morris Z-Serie

Die Morris Motor Company wurde 1913 von dem Fahrradproduzenten William Richard Morris gegründet. Dieser eröffnete seine erste Automobilproduktionsstätte in Cowley/Oxfordshire und begann dort mit der Herstellung seines Erstlingsmodells „Bull Nosed Morris“. In den 1920er Jahren hatte Morris bereits einen ausgezeichneten Ruf und konnte diesen in den 1930er und 1940er Jahren durch den Aufbau und Hinzukauf weiterer Produktionsstätten sowie die Einführung der von Henry Ford entwickelten Fließbandfertigung weiter ausbauen. In Frankreich erwarb Morris 1925 Automobiles Léon Bollée. Die Marke wurde als Hersteller einfacher, aber zuverlässiger und preislich attraktiver Fahrzeuge zum Marktführer in Großbritannien. 1923 übernahm Morris den bis dahin selbständigen Karosseriehersteller Hollick & Pratt in Coventry und machte ihn zur Grundlage einer eigenen Karosserieproduktion. Morris bot daraufhin verschiedene Baureihen mit werksseitigen Karosserien an. Allerdings gab es weiterhin Sonderkarosserien, die große Händler wie Stewart & Ardern in London bereitstellten. Sie wurden unter anderem von Cunard gefertigt.

1938 fasste der 1. Viscount von Nuffield, der mittlerweile geadelte William Richard Morris, seine Fahrzeughersteller Morris Motor Company, MG und Wolseley mit der im selben Jahr von ihm erworbenen Riley zur Nuffield Organisation zusammen.
Während des Zweiten Weltkrieges war Morris auch im Flugzeugbau tätig. So wurden rund 2000 De Havilland DH.82 Tiger Moth-Doppeldecker gebaut.
1948 wurde der erfolgreichste Morris-Pkw, der Minor vorgestellt.

1952 verschmolz der 74-jährige Morris seine Nuffield Organisation mit ihrem bis dahin größten Rivalen Austin zur British Motor Corporation (BMC). Ab dann war Morris nur eine Marke der BMC, die ihre weitgehend baugleichen Fahrzeugtypen unter verschiedenen Namen anbot.

1963 starb William Morris, 1. Viscount Nuffield.

Die Marke Morris wurde bis in die frühen 1980er Jahre verwendet, zuletzt nur noch für den 1984 eingestellten Ital.
In der ursprünglichen Produktionsstätte in Cowley, heutzutage als Plant Oxford bezeichnet, wird, nun unter Konzernzugehörigkeit zu BMW, der aktuelle Mini produziert.

## Modelle

### Modelle 1913–1948

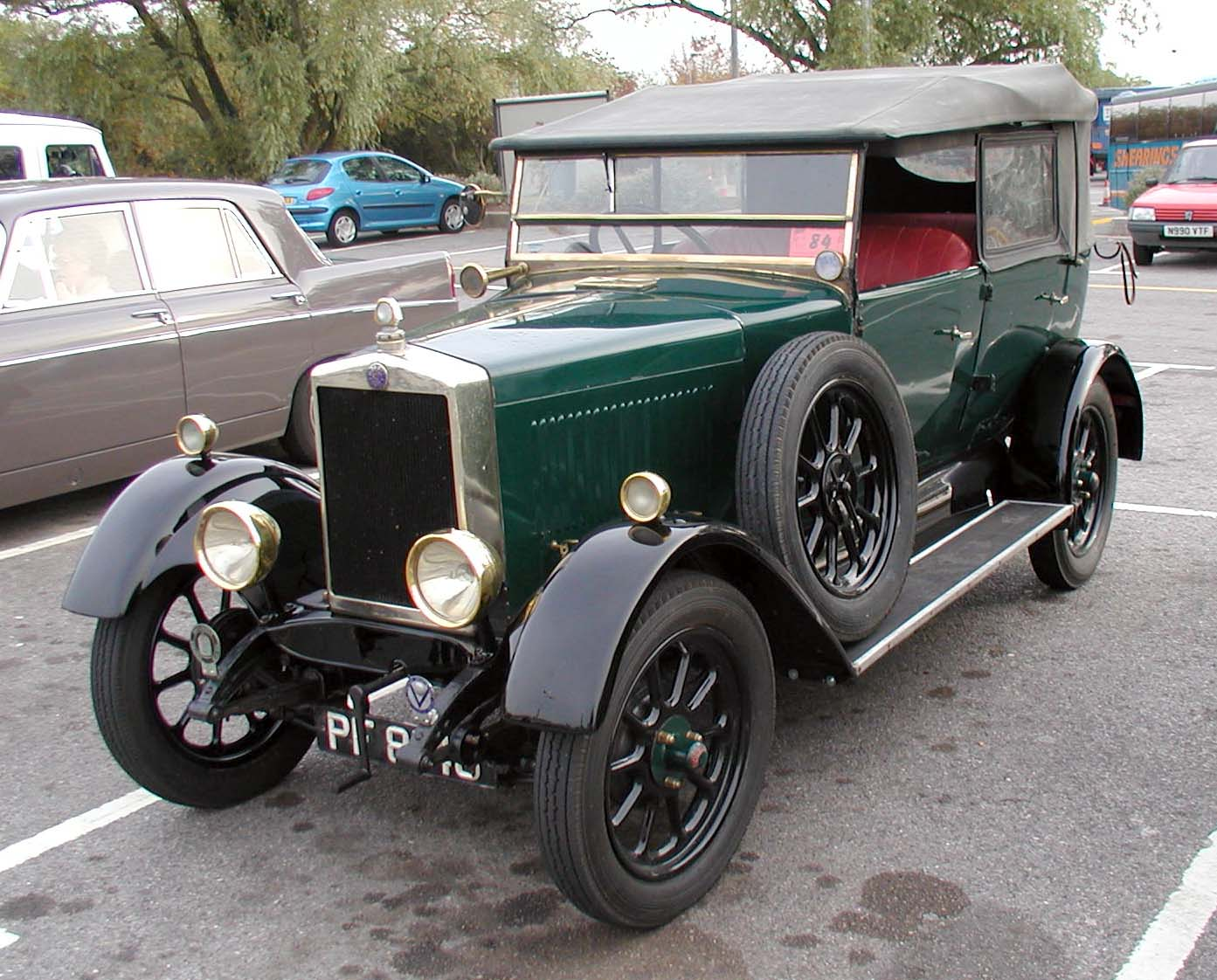
Morris Cowley (1927)

| Typ                | Bauzeitraum          |
| ------------------ | -------------------- |
| Morris 6           | 1931–1935            |
| Morris 8           | 1935–1948            |
| Morris 10/4        | 1933–1938            |
| Morris 10/6        | 1934/1935            |
| Morris 10 Series M | 1939–1948            |
| Morris 12/4        | 1936–1939            |
| Morris 14/6        | 1937–1939            |
| Morris 15.9        | 1934–1937            |
| Morris 16          | 1936                 |
| Morris 18          | 1936/1937            |
| Morris 21          | 1935/1936            |
| Morris 25          | 1936–1939            |
| Morris Cowley      | 1915–1932            |
| Morris Isis 6      | 1931–1935            |
| Morris Major 6     | 1931–1933            |
| Morris Minor       | 1928–1934            |
| Morris Oxford      | 1913–1915, 1920–1929 |
| Morris Oxford 6    | 1921–1924, 1930–1935 |
| Morris Oxford 20   | 1935                 |
| Morris Oxford 25   | 1933–1935            |
| Morris Series Z    | 1940–1953            |

### Modelle 1948–1984

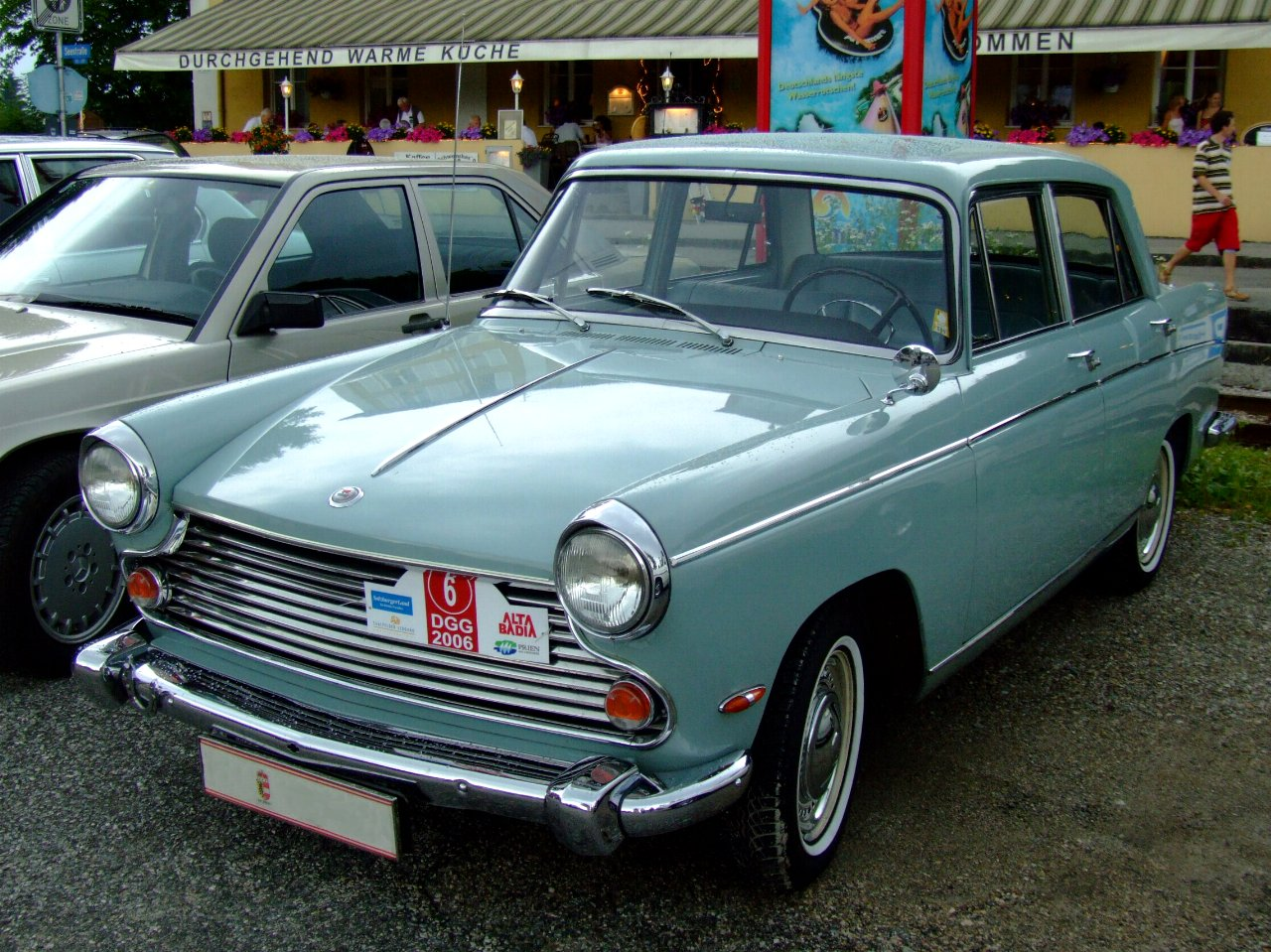
Morris Oxford (1964)

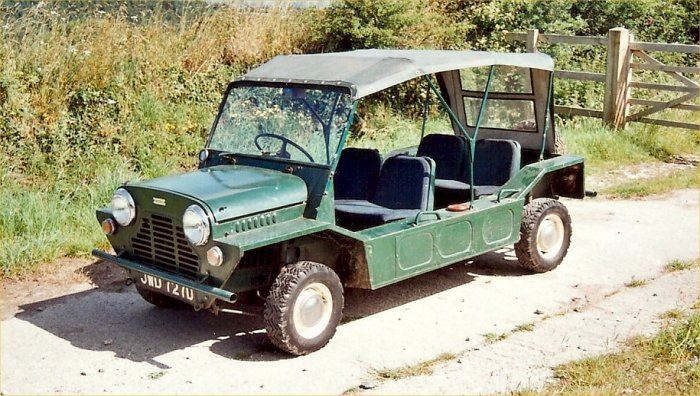
Morris Mini Moke (1965)

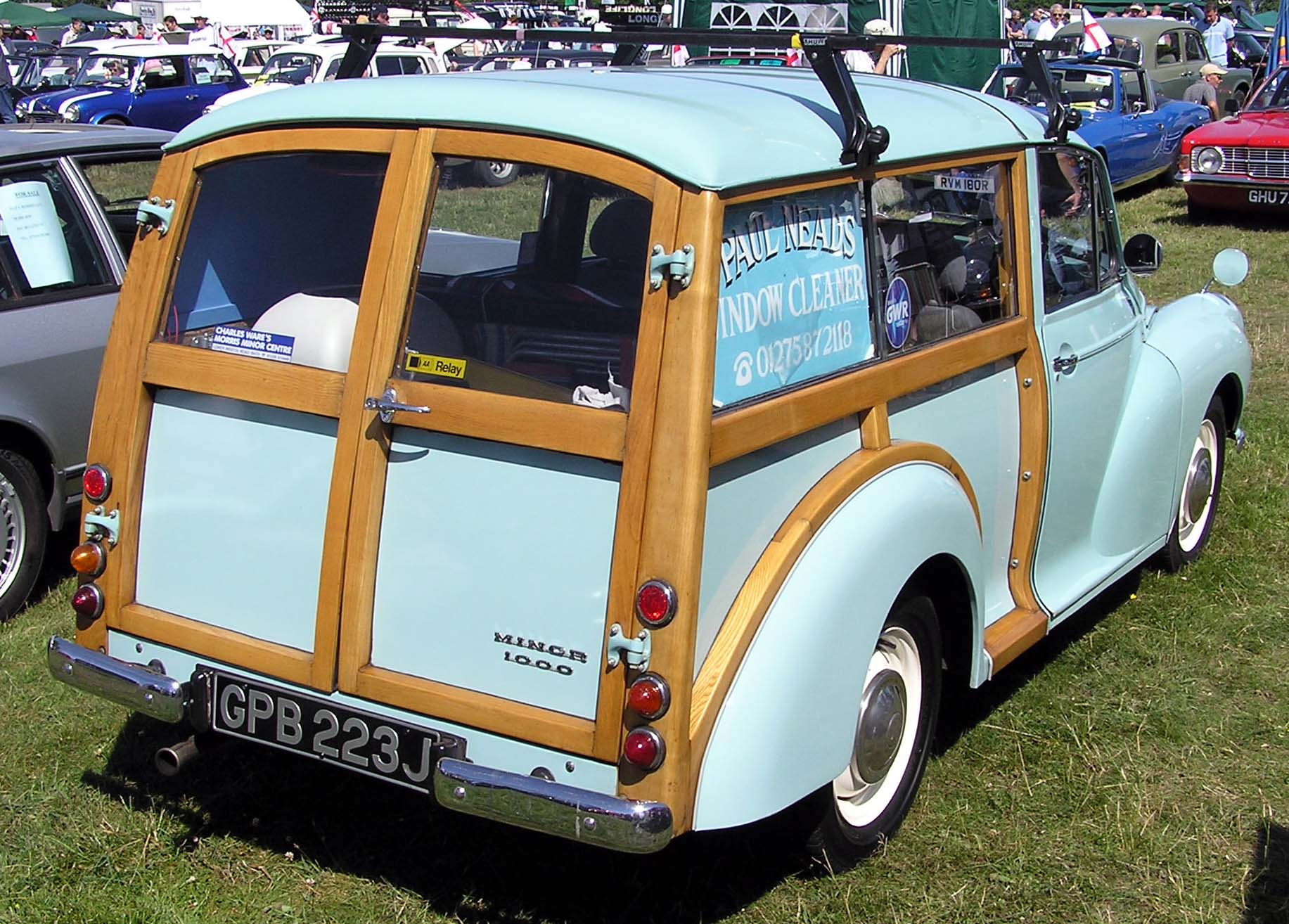
Morris 1000 Traveller (1971)

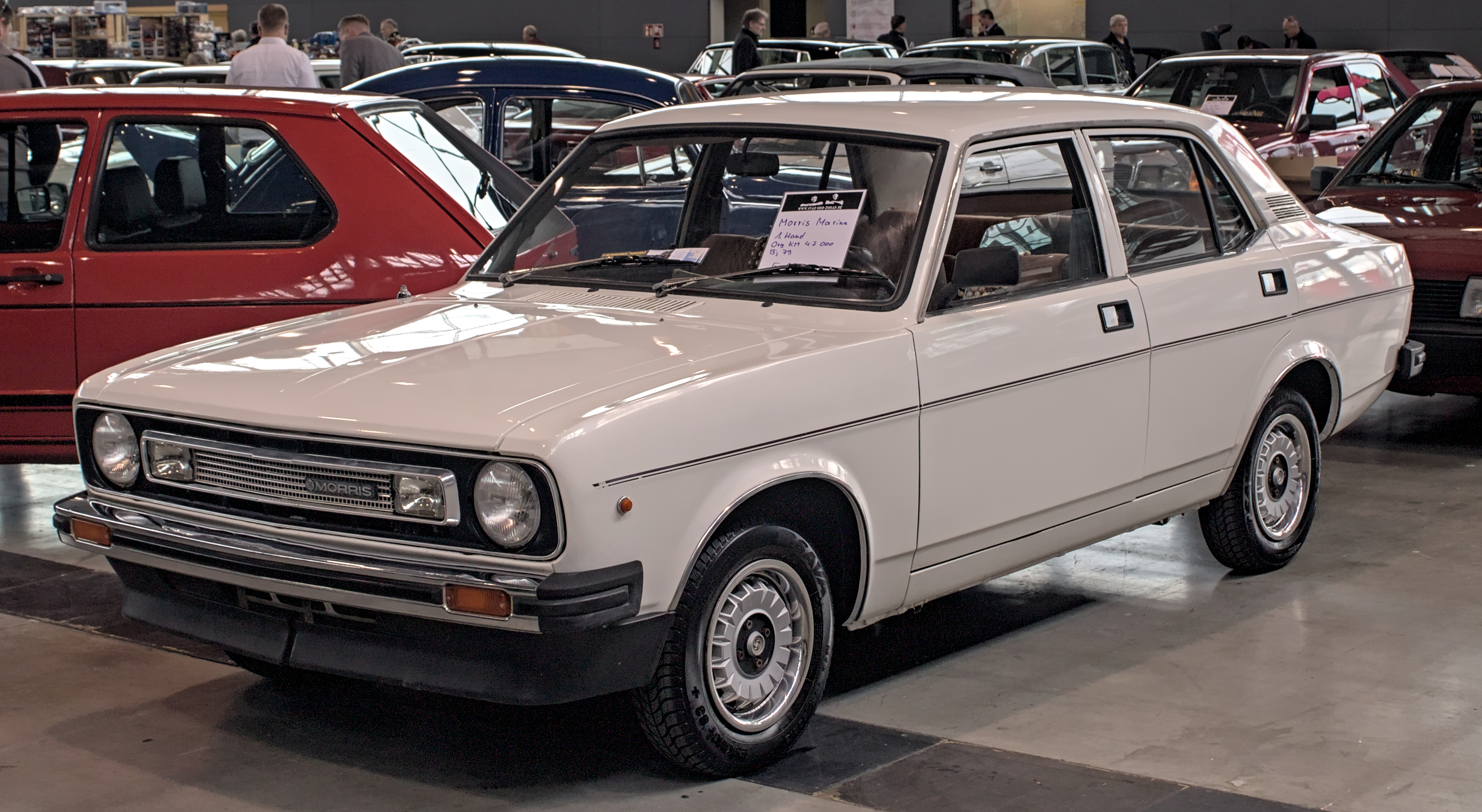
Morris Marina (1979)

| Typ                    | Bauzeitraum |
| ---------------------- | ----------- |
| Morris Minor MM        | 1948–1952   |
| Morris Oxford MO       | 1948–1954   |
| Morris Six Series MS   | 1948–1954   |
| Morris Minor Series II | 1952–1956   |
| Morris Oxford          | 1954–1969   |
| Morris Cowley          | 1954–1959   |
| Morris Isis            | 1955–1958   |
| Morris Minor 1000      | 1956–1971   |
| Morris Mini Minor      | 1959–1969   |
| Morris Mini Cooper     | 1961–1965   |
| Morris 1100            | 1962–1971   |
| Morris Cooper S        | 1963–1969   |
| Morris Mini Moke       | 1964–1968   |
| Morris 1800            | 1966–1976   |
| Morris 1300            | 1967–1971   |
| Morris Marina          | 1971–1980   |
| Morris 2200            | 1972–1976   |
| Morris Ital            | 1980–1984   |

### Lkw-Modelle

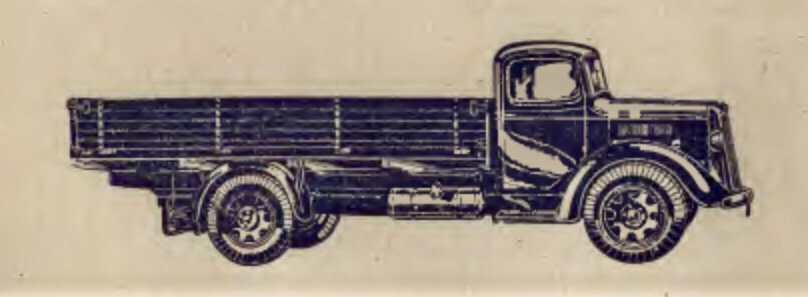
Morris CVS 4 t bis 5 t

| Typ               | Bauzeitraum |
| ----------------- | ----------- |
| Morris CVS 9/3-4  | 1937–?      |
| Morris CVS 13/3-4 | 1937–?      |
| Morris CVS 10/4-5 | 1937–?      |
| Morris CVS 13/4-5 | 1937-?      |
| Morris FG         | 1959–1980   |